# 计算多体系统动力学
计算多体系统动力学是关于学术研究中多体系统的微分方程求解的算法研究，目前在求解多体系统微分方程时候经常出现代数微分方程，而计算多体系统动力学就是解决如何将多体系统的微分方程转化为代数方程来求解的数值方法研究。

## 发展现状
美国伊利諾大学芝加哥分校的Shabana教授对此有深入的研究，并于1996年提出的绝对节点坐标法开创了刚柔混合体求解方法的新方向，另外德国的J.WITTENBURG和美国的kane也是多体计算动力学方面的专家，奥地利林茨约翰开普勒大学的Johannes Gerstmayr在最新大变形柔性非线性求解方面也有较深研究，中国上海交通大学的洪嘉振，刘延柱对多体系统求解方面也有不少研究。
曲柄滑块多体系统
典型曲柄滑块机构组成的多体运动系统：

## 英文特色教材
- K. Arczewski. .
- Jean-Claude Samin,Paul Fisette. .
- Bottasso. Carlo L. , 编. .

## 中文特色教材
洪嘉振于1999年编写的《计算多体系统动力学》一书是关于机械多体动力学和计算机结合的专业书籍。2009年又重新印刷，得到市场的欢迎。全书分为四篇，第一篇是基础篇，第二篇是多刚体系统动力学拉格朗日数学模型及算法，第三篇是多刚体系统动力学笛卡尔数学模型及算法，第四篇是刚柔混合多体系统动力学单向递推组集数学模型及算法，对此类知识的介绍比较丰富。